# Kvasttillandsia
Kvasttillandsia (Tillandsia flabellata) är en art inom familjen ananasväxter. Arten förekommer naturligt i Centralamerika, från Mexiko till Nicaragua. Arten odlas som rumsväxt i Sverige.

## Synonymer
- Tillandsia flabellata var. viridifolia M.B. Foster